# Festival Santa Cruz de Cinema
O Festival Santa Cruz de Cinema é um festival de cinema realizado anualmente na cidade de Santa Cruz do Sul, no Rio Grande do Sul, desde 2018. É um evento que destaca e premia a produção regional e nacional de cinema contemporâneo. A realização do evento é do Sesc/RS – Unidade Santa Cruz do Sul, Unisc – Cursos de Comunicação Social e da Pé de Coelho Filmes.
Com o objetivo de fomentar a produção e a exibição de filmes na cidade, o Festival traz para Santa Cruz do Sul filmes de curta-metragem brasileiros, buscando se tornar um espaço de difusão, lançamento e promoção de trabalhos desenvolvidos em todo o país. Além das exibições, o festival conta com oficinas sobre produção audiovisual, debates e homenagens.

## Mostras e prêmios
Os curta-metragens selecionados para as mostras competitivas concorrem ao Troféu Tipuana. Criado por Rudinei Kopp, o troféu é inspirado na rua principal de Santa Cruz do Sul, conhecida pelo seu antigo e extenso Túnel Verde.
O festival possui duas mostras competitivas, a Seleção Mostra Olhares Daqui, que consiste de curtas produzios regionalmente na cidade de Santa Cruz do Sul, e da Seleção Oficial, também chamada de Mostra Nacional, que consiste da competição de curtas produzidos em qualquer estado do Brasil.
Os prêmios do festival são dividos em: 
- Melhor Filme
- Melhor Filme Gaúcho
- Melhor Filme da Mostra Olhares Daqui
- Melhor Direção
- Melhor Direção de Fotografia
- Melhor Direção de Arte
- Melhor Ator
- Melhor Atriz
- Melhor Roteiro
- Melhor Montagem
- Melhor Trilha Sonora
- Melhor Desenho de Som
- Melhor Filme pelo Júri Popular
- Melhor Filme pelo Júri Popular online